# 사르노
사르노(이탈리아어: Sarno)는 이탈리아 캄파니아주 살레르노도에 있는 코무네이다. 살레르노로부터 북동쪽 20km 거리에 있고 나폴리와는 주 철도로 동쪽 60km 거리에 있다.

## 개요
아펜니노산맥 끝 자락에 있으며, 근처에는 고대 시대에는 폼페이와 바다를 운하로 연결하던 사르누스 강(Sarnus)라고 불렸던 사르노 강의 수원지가 있다.
종이, 목화, 비단, 아마포, 삼베가 생산된다.
사르노 강의 샘들에 둘러 싸인 트래버틴은 고대 폼페이에서 건축 자제로 사용됐다.

## 역사
사르노 지역은 신석기 시대 이후부터 거주민들이 있었고 선사시대에는 오스칸인들과 삼니움인들이 거주했다. 후에 이곳은 로마인들에게 넘어간 이후에 서기 5세기에 서로마제국이 멸망하기전까지 지배를 받았다.

## 자매 도시
- 애버게이브니 (1998년-)

## 같이 보기
- 아말피 해안
- 소렌토 반도